# ألونزو تشابل
ألونزو تشابل (بالإنجليزية: Alonzo Chappel)‏ (1828-1887) رسام أمريكي، اشتهر بلوحات تصور شخصيات وأحداث من الثورة الأمريكية والتاريخ الأمريكي في أوائل القرن التاسع عشر.
ولد تشابل في مدينة نيويورك وتوفي في الجزيرة الوسطى، نيويورك.
توجد لوحته «تجنيد الضباط الأجانب» لعام 1857 ضمن مجموعة متحف الثورة الأمريكية.

## معرض أعمال تشابل

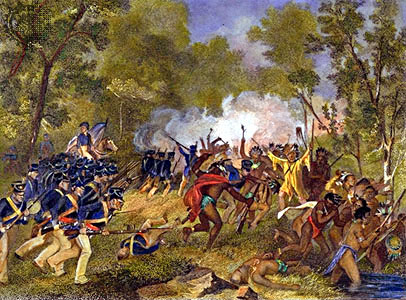
معركة تيبكانو
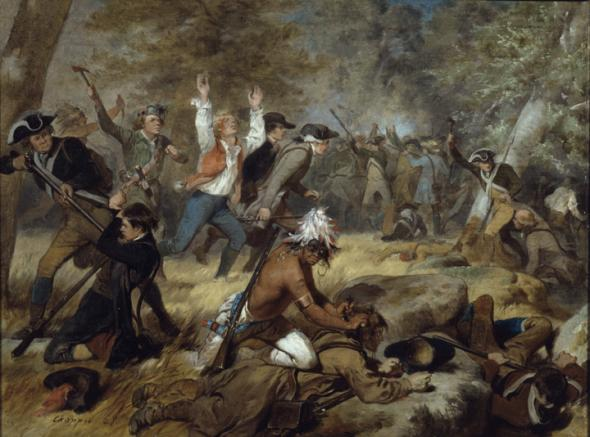
معركة وايومنغ
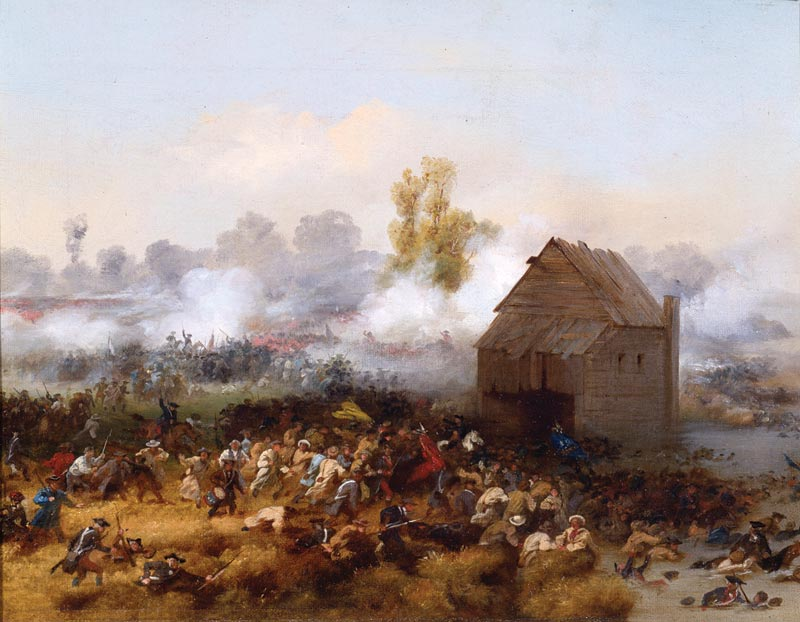
معركة لونغ آيلند
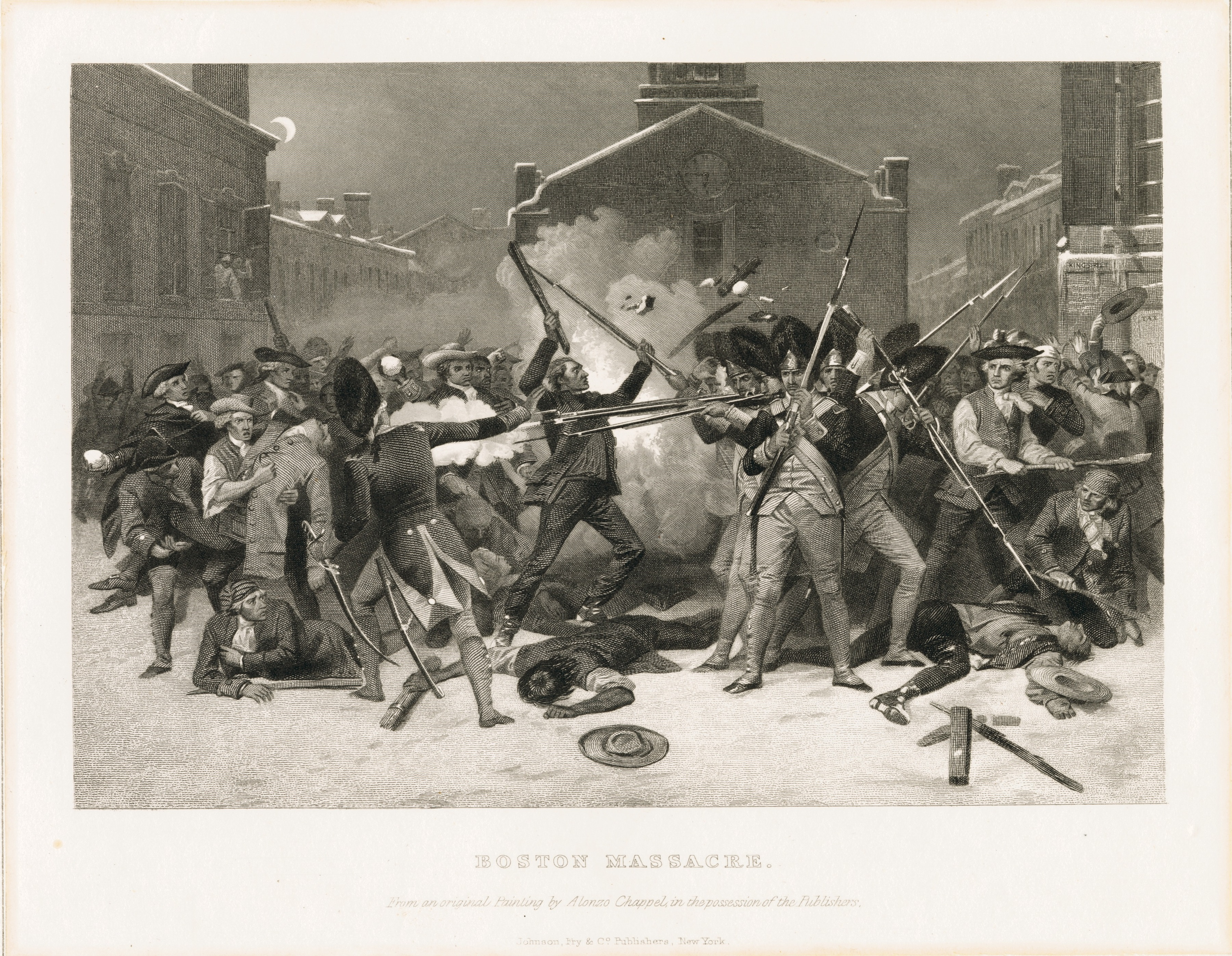
مذبحة بوسطن
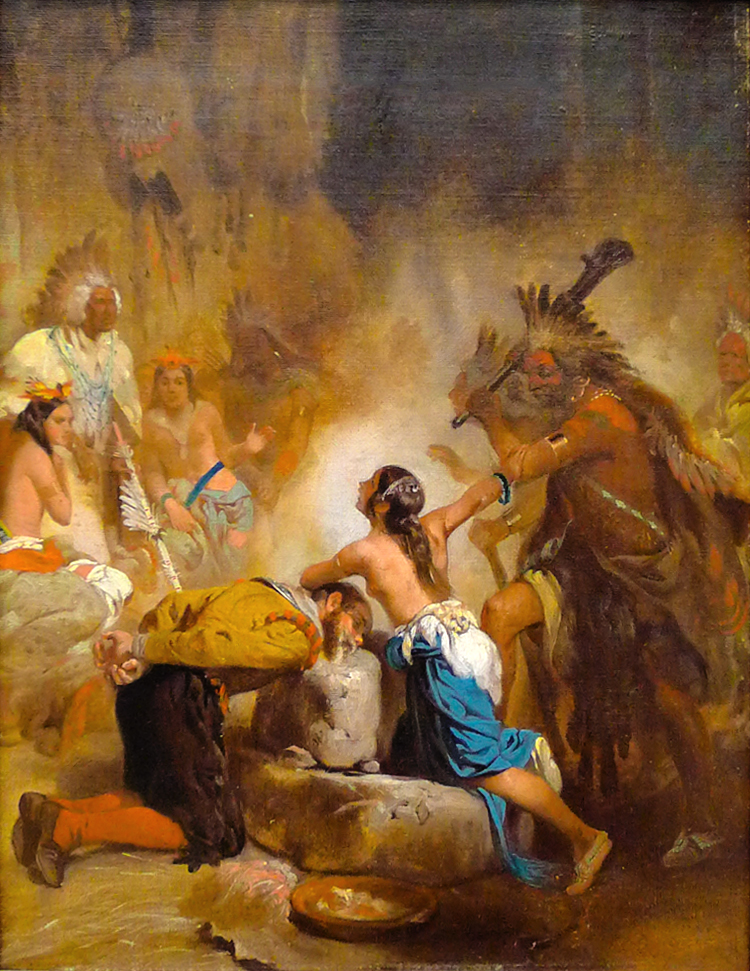
إنقاذ بوكاهانتس لجون سميث

## روابط خارجية
- 166 عمل لألونزو تشابل
- عمل ألونزو تشابل في كتاب سبنسر تاريخ الولايات المتحدة، 1858